# Business marketing
Business marketing (także business-to-business marketing lub industrial marketing) – marketing skierowany do podmiotów instytucjonalnych.
Polscy autorzy stosują tu również pojęcia: marketing instytucjonalny, marketing na rynku przedsiębiorstw, marketing środków produkcji czy marketing przemysłowy, choć określenia te nie oddają w pełni znaczenia zwrotu anglojęzycznego.